# Històries (Heròdot)
Les Històries (grec antic: Ἱστορίαι, 'historíai'; de vegades traduït en singular, Història) d'Heròdot és considerada una de les obres bàsiques d'història en la literatura occidental, escrita des del 450 fins al 420 aC en el dialecte jònic del grec clàssic.
Les Històries serveixen com a memòria de les tradicions antigues, política, geografia, i xocs de diverses cultures que eren conegudes al voltant de l'Àsia mediterrània i occidental en aquella època. No és una visió imparcial, però és una de les fonts més importants pel que fa a aquests afers. A més, va establir sense cap precedent anterior el gènere i estudi d'història al món occidental, encara que els fets històrics i les cròniques existien anteriorment.
Potser destaca perquè té com a objectiu relatar la pujada de l'Imperi Persa, els esdeveniments i causes de les guerres mèdiques entre l'Imperi Aquemènida i les ciutats estat gregues al segle v aC. Heròdot descriu el conflicte com la guerra entre les forces de l'esclavitud (els perses) per una banda, i la llibertat (les ciutats estat gregues), de l'altra.
Les Històries, per la seva extensió i el fet d'estar escrites en prosa, tenen una estructura complexa. De fet, es poden distingir dues estructures, una d'externa, que va ser fixada pels editors d'Alexandria que van publicar l'obra sota la dinastia dels Ptolemeus, que la van distribuir en nou llibres o unitats temàtiques d'una llargada semblant. Almenys des del segle ii aC, cada llibre estava associat amb una de les nou Muses les divinitats protectores de les arts. Aquesta distribució és la que encara s'utilitza, encara que no respecta gaire el ritme intern de l'obra. A l'estructura interna Heròdot va explicar els antecedents remots de les guerres mèdiques fins a la seva causa immediata, la Revolta Jònica, per arribar a les victòries gregues de Marató, Salamina, Platea i Mícale i acabant amb la presa de Sestos pels grecs, la base persa als Dardanels. L'obra tenia dues parts quasi iguals, una primera on explora, des d'un punt de vista quasi etnogràfic, l'Imperi Persa, les formes de viure dels perses i dels seus vassalls, i aprofita per explicar els canvis polítics i militars. A la segona part, fa un recull dels conflictes entre perses i grecs. Com ja havia fet Homer i després faria Tucídides, Heròdot dona a conèixer els fets simultanis i successius juntament amb els seus propis comentaris com a narrador, i introdueix discursos i converses dels personatges.
Heròdot va detallar, i moltes vegades va criticar, les fonts utilitzades. Cita, i també corregeix, als poetes Homer, Hesíode, Safo, Píndar, Soló i Simònides de Ceos, i al logògraf Hecateu. Heròdot sembla que va viatjar extensament al voltant del món antic fent entrevistes i recol·lectant històries en abundants fonts orals, tant mites com tradicions locals de diverses ciutats i de cultures bàrbares i egípcies. Va conversar amb persones que considerava ben informades, i quan parlava de països que no coneixia, com l'Àfrica interior, feia referència sempre a les seves fonts. En cas de contradiccions o opinions divergents, acostuma a donar les dues (o més) versions.
Al començament de les Històries, Heròdot exposa les seves raons per escriure:
| « | Aquesta és la raó de la investigació d'Heròdot d'Halicarnàs, de manera que el que ha fet l'ésser humà no s'esvaeixi, ni les grans i meravelloses accions mostrades per grecs i bàrbars han de romandre sense la seva glòria, i també per quina causa van guerrejar els uns amb els altres. | » |

## Contingut
- Llibre I: Clio per a exposar les causes del conflicte (les guerres mèdiques), Heròdot passa a abordar les primeres diferències i enfrontaments que es produïren entre grecs i bàrbars en època mítica (segrests d'Europa, Medea i Helena, i la Guerra de Troia). Tanmateix, marca certa distància amb aquestes tradicions i tot seguit indica qui, pel que ell sap, cometé en primer lloc actes injustos (Cressus, rei del Regne de Lídia). Tenim, doncs, exposada nítidament que l'agressió és la mesura de la responsabilitat moral i jurídica. L'atenció passa immediatament a la figura de Cressus, el primer agressor. La història de Lídia permet entrar en contacte amb el gran eix de la seva història, Pèrsia; al mateix temps, posa les bases de la seva concepció teleològica de l'esdevenidor humà a l'entrevista que explica entre Soló i Cressus.[2] La resta del llibre I trasllada l'atenció a Pèrsia, amb l'entronització de Cir i diverses campanyes d'aquest rei: la submissió de Jònia, Cària i Lícia.
- Llibre II: Euterpe està dedicat completament a Egipte. Cambises II de Pèrsia inicia una expedició contra aquell territori. Les antiguitats, els costums, la geografia i la història d'Egipte, sobre el riu Nil, la medicina, els ritus funeraris, els reis d'Egipte, Menes, el primer faraó, els seus successors, Proteu i l'arribada a Egipte d'Helena de Troia, la construcció de les piràmides, la cortesana Rodopis, la conquesta del país pels assiris.
- Llibre III: Talia. Causes que induïren Cambises a atacar Egipte. Preparatius de l'expedició i campanya militar. Derrota i submissió dels egipcis. Humiliació i mort del faraó Psamètic III. Detalls sobre el caràcter superb de Cambises i la seva bogeria. La sublevació dels mags a Pèrsia i la usurpació del tron per Esmerdis. Mort de Cambises i entronització de Darios I el Gran.
- Llibre IV: Melpòmene continua l'expansió persa. Campanya de Darios contra la regió d'Escítia. Digressions sobre els escites, el seu origen, etnografia, geografia i costums. Submissió dels tracis i els getes. Campanyes contra els escites i les estratègies que feien servir. Campanya contra Líbia. Història de Cirene. Batos, el fundador de la ciutat. Geografia i etnografia de Líbia.
- Llibre V: Terpsícore L'avanç persa recau contra Grècia. Operacions contra el Regne de Macedònia i Tràcia. Nomenament de funcionaris perses. Les conquestes del general persa Otanes. Revolta Jònica. Aristàgores de Milet demana ajuda a Esparta i Atenes, cosa que serveix per a desenvolupar la història d'aquestes dues ciutats. Fracàs de la Revolta Jònica, i fugida i mort d'Aristàgores.

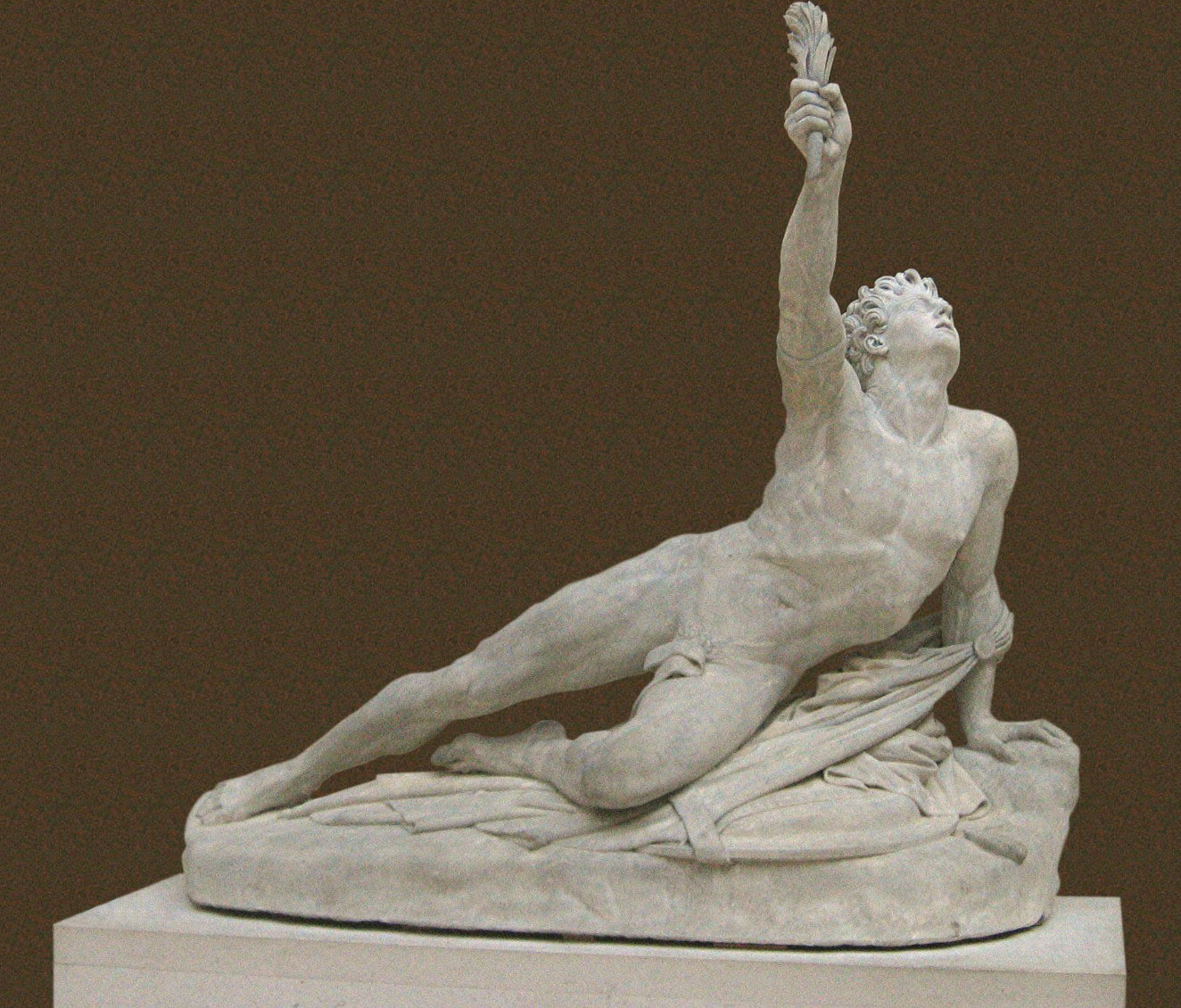
Estàtua de Fidipides anunciant la victòria d'Atenes a Marató

- Llibre VI: Èrato. El final de la Revolta Jònica i la Batalla de Lade. Reorganització de Jònia amb els perses. Primera Guerra Mèdica. Ultimàtum de Darios a Grècia. Incursió persa a Macedònia. Història contemporània d'Esparta i Atenes. Segona expedició persa dirigida per Datis i Artafernes. Preparatius grecs per a resistir. Batalla de Marató i retirada persa. Assumptes de política interna a Atenes: els Alcmeònides i Milcíades.
- Llibre VII: Polímnia. Els esdeveniments es precipiten. Les digressions tenen una estreta relació estructural amb el nucli del relat. Després de la mort de Darios, Xerxes pren el comandament de l'Imperi persa i decideix la invasió de Grècia. Reconquesta d'Egipte. Es descriu la ingent expedició, el pas de l'Hel·lespont i el desenvolupament de les operacions. Dispositius grecs per a resistir. Les operacions militars. Primers enfrontaments navals. La Batalla de les Termòpiles. Els moviments dels exèrcits. La mort de Leònides d'Esparta.
- Llibre VIII: Urània La batalla d'Artemísion i descripció d'aquest enfrontament naval. Retirada de la flota grega i coneixement de la victòria persa a les Termòpiles. Els perses avancen per la Grècia central. La flota grega es reuneix a Salamina. Ocupació i destrucció d'Atenes, on només l'acròpoli va resistir un temps. Batalla de Salamina. Desenvolupament de la batalla. Retirada de Xerxes deixant Mardoni a Grècia. La flota grega persegueix als perses.
- Llibre IX: Cal·líope. Segona Guerra Mèdica, les operacions militars. Batalla de Platea i mort de Mardoni. Preliminars i desenvolupament de la batalla de Mícale. Els grecs en surten vencedors. Tràgics amors de Xerxes amb la esposa i la filla del seu germà Masistes. Presa de Sestos pels atenencs. Opinió de Cir sobre els riscos de l'expansionisme.[3]

### Traduccions al català
- Heròdot: Història. Obra completa. Traducció i introducció de Rubén J. Montañés. Pròleg de Joan F. Mira. La Magrana, Barcelona 2009 (col·lecció L'Embosta, 1). ISBN 84-7410-402-5
- Heròdot: Història. Llibres I-III. Introducció, traducció i notes de Rubén J. Montañés, La Magrana, Barcelona 2003 (col·lecció L'Esparver Clàssic, 42). ISBN 84-8264-375-4.
- Heròdot: Història. Llibres IV-VI. Introducció, traducció i notes de Rubén J. Montañés, La Magrana, Barcelona 2002 (col·lecció L'Esparver Clàssic, 50). ISBN 84-8264-499-8.
- Heròdot: Història (vols. I i II). Introducció, traducció i notes de Manuel Balasch, Fundació Bernat Metge. ISBN 84-7225-757-6 i ISBN 84-7225-777-0.
- Heròdot: Història (vols. III a IX). Traducció i notes de Joaquim Gestí, Fundació Bernat Metge. ISBN 84-7225-865-3 i ISBN 84-7225-884-X.

## Llegat
Juntament amb la Història de la Guerra del Peloponès, de Tucídides, l'obra d'Heròdot fou una de les influències fonamentals sobre la historiografia romana d'Orient.